# Pobrđe Milodraž
Pobrđe Milodraž (serbokroatisch-kyrillisch Побрђе Милодраж) ist eine Siedlung in der Gemeinde (Općina) Kiseljak.

## Bevölkerung
Die nationale Zusammensetzung 1991 war folgende
gesamt: 215
- Muslime: 206
- Serben: 2
- Jugoslawen: 2
- Sonstige: 5